# Antonio Paulo Filho
Antonio Paulo Filho (Garanhuns, 4 de outubro de 1905 – 25 de dezembro de 2002) foi um médico brasileiro.
Graduado em medicina pela Faculdade de Medicina da Universidade do Brasil em 1929. Foi eleito membro da Academia Nacional de Medicina em 1969, sucedendo Jorge Guimarães Sant’Anna na Cadeira 69, que tem Alberto Ribeiro de Oliveira Mota como patrono.